# Lijn L (metro van New York)
L 14th Street-Canarsie Local of ook wel lijn L is een metrolijn die onderdeel is van de metro van New York. Op plattegronden, stationsborden en de koersrol staat de lijn aangegeven in de kleur grijs. De lijn doet dienst tussen Eighth Avenue in Manhattan en Rockaway Parkway in Canarsie (Brooklyn). De lijn rijdt 24/7. Omdat de lijn geen sneltreinsporen heeft zijn geen sneldiensten.

## Geschiedenis
Van 1928 tot 1967 heeft de lijn onder nummer 16 gereden, en vanaf 1967 onder LL. In 1924 werd de lijn geopend als de 14th Street-Eastern District Line. In 1928 verlengde de lijn zich naar het oosten van Broadway Junction naar Canarsie. Vandaag de dag rijdt lijn L dezelfde route als toentertijd, behalve het stuk naar Eighth Avenue. Dat werd in 1931 geopend als verlenging vanaf Sixth Avenue. Oorzaak van de verlenging was een overstappunt met de Eighth Avenue Subway.
In 1967 kregen alle metrolijnen van de B-divisie letters in plaats van nummers. Lijn 16 veranderde in LL. In 1986 verloor de lijn een letter. Sinds die tijd heeft de lijn gewoon L geheten.
Verder heeft de MTA 443 miljoen dollar geïnvesteerd in nieuwe metro's die sinds 2001 dienstdoen op de lijn.  Ook de nieuwe CTA's doen het erg goed op de stations van lijn L.

## Stations

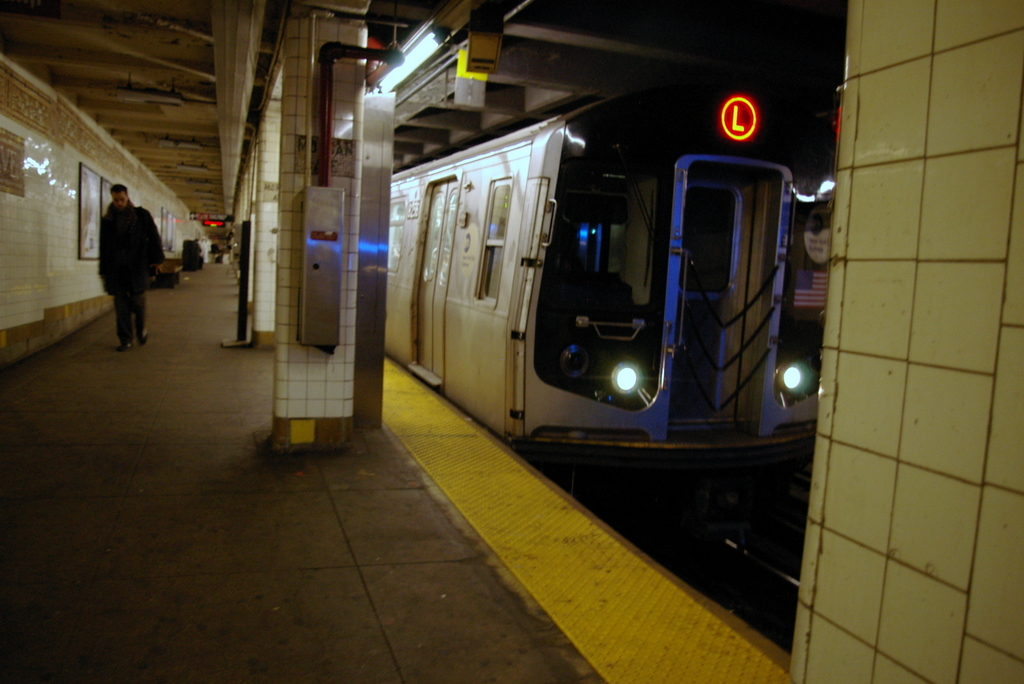
Een R143 van lijn L op Morgan Avenue

| Tijdtabel         | Betekenis         |
| ----------------- | ----------------- |
| Stopt alle tijden | Stopt alle tijden |

|                   | Station                         |  | Overstappunt |
| ----------------- | ------------------------------- |  | ------------ |
| Manhattan         |                                 |  |              |
| stopt alle tijden | 14th Street-Eighth Avenue       |  |              |
| stopt alle tijden | Sixth Avenue                    |  |              |
| stopt alle tijden | Union Square-14th Street        |  |              |
| stopt alle tijden | Third Avenue                    |  |              |
| stopt alle tijden | First Avenue                    |  |              |
| Brooklyn          |                                 |  |              |
| stopt alle tijden | Bedford Avenue                  |  |              |
| stopt alle tijden | Lorimer Street                  |  |              |
| stopt alle tijden | Graham Avenue                   |  |              |
| stopt alle tijden | Grand Street                    |  |              |
| stopt alle tijden | Montrose Avenue                 |  |              |
| stopt alle tijden | Morgan Avenue                   |  |              |
| stopt alle tijden | DeKalb Avenue                   |  |              |
| stopt alle tijden | Myrtle-Wyckoff Avenues          |  |              |
| stopt alle tijden | Halsey Street                   |  |              |
| stopt alle tijden | Wilson Avenue                   |  |              |
| stopt alle tijden | Bushwick Avenue-Aberdeen Street |  |              |
| stopt alle tijden | Broadway Junction               |  |              |
| stopt alle tijden | Atlantic Avenue                 |  |              |
| stopt alle tijden | Sutter Avenue                   |  |              |
| stopt alle tijden | Livonia Avenue                  |  |              |
| stopt alle tijden | New Lots Avenue                 |  |              |
| stopt alle tijden | East 105th Street               |  |              |
| stopt alle tijden | Canarsie-Rockaway Parkway       |  |              |

 ·  ·  ·  ·  ·  ·  ·  ·  · 